# Битва за Севастополь (фильм, 1944)
«Би́тва за Севасто́поль» — фронтовой документальный фильм о освобождении Красной Армией от немецко-румынских войск Крыма и Севастополя в 1944 году в ходе Крымской наступательной стратегической операции. Крупномасштабные съёмки вела фронтовая группа кинооператоров Центральной студии документальных фильмов (ЦСДФ). Режиссёр - лауреат Сталинской (Государственной) премии В. Н. Беляев. В настоящее время фильм находится в общественном достоянии.  

## Сюжет
Фильм начинается с титров "Самоотверженная борьба севастопольцев служит примером героизма для всей Красной Армии и советского народа" И. Сталин.
Показаны виды весеннего Севастополя и Ялты. Карта Крымского полуострова и обзор боевых действий конца 1943 года. Пополнения Керченско-эльтигенской операции грузятся на суда. Бойцы в Керченских катакомбах, Герой Советского Союза полковник В. С. Александровский и штаб 6-го гвардейского стрелкового полка 2-й гвардейской стрелковой дивизии. Артподготовка к форсированию Сиваша. Советские самолеты в небе. Советская военная техника форсирует Сиваш, части Красной армии штурмуют Перекопский вал. Танки Валентайн в атаке. Немецкие окопы и мёртвые солдаты. Колонны пленных. Генерал армии А. И. Ерёменко. Советская авиация бомбит Севастополь.
Подводная лодка М. В. Грешилова. Катерники в Ялте. Колонны румынских пленных и крымские партизаны. Эксгумация тел мирных жителей в совхозе «Красный» на окраине Симферополя, на территории которого гитлеровцы создали концентрационный лагерь. Одновременно с кинооператором фронтовой киногруппы И. А. Запорожским фотосъёмку вёл фотокорреспондент ТАСС Е. А. Халдей. (Позднее отснятый материал использовался как одно из доказательств в ходе судебных процессов над немецкими палачами и коллаборационистами). 

Тягачи тянут артиллерию к Севастополю. Байдарские ворота. Командный пункт над Балаклавой. Командир Приморской армии генерал-лейтенант  К. С. Мельник. Карта немецкой обороны. Действия советской авиации, удары по транспортам. Артподготовка. Штурм Сапун-горы. Пленные немецкие военнослужащие. Уличные бои в Севастополе, разбитая немецкая техника, вручение наград героям взятия Севастополя. Памятник Э. И. Тотлебену без головы. Военные корабли Черноморского флота вернулись на рейд в Севастополе.

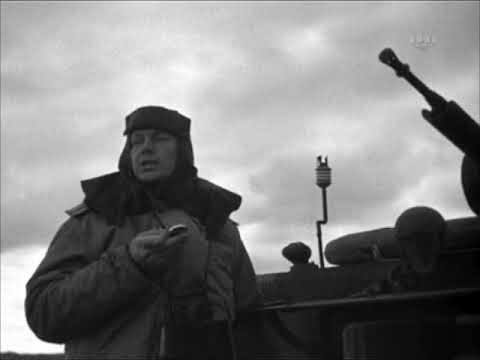
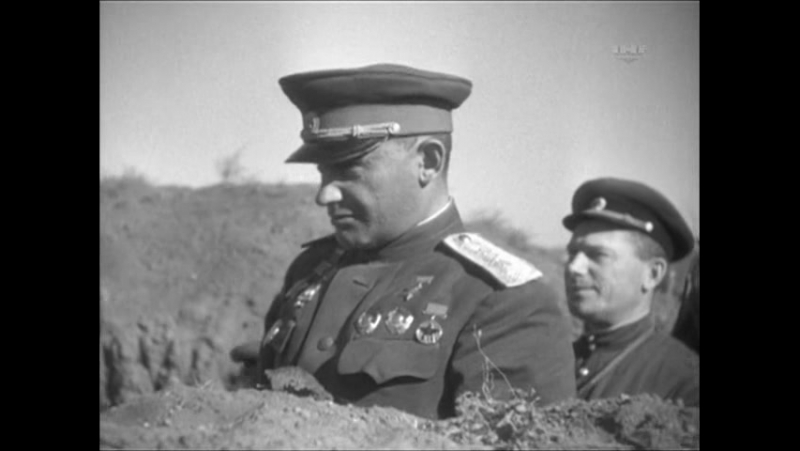
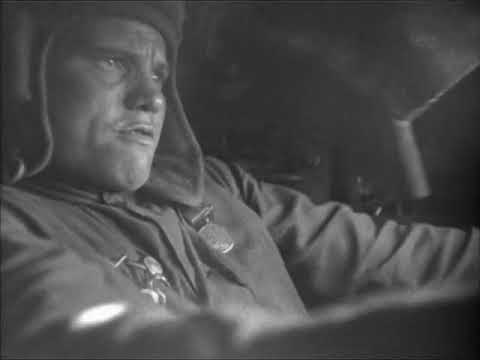
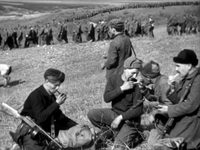
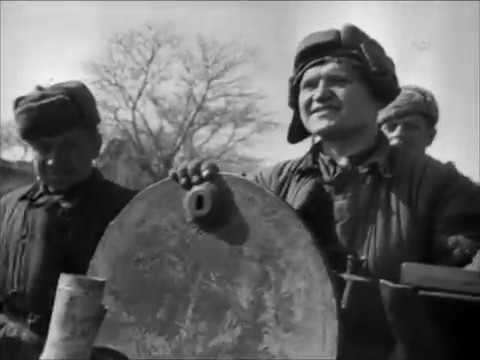
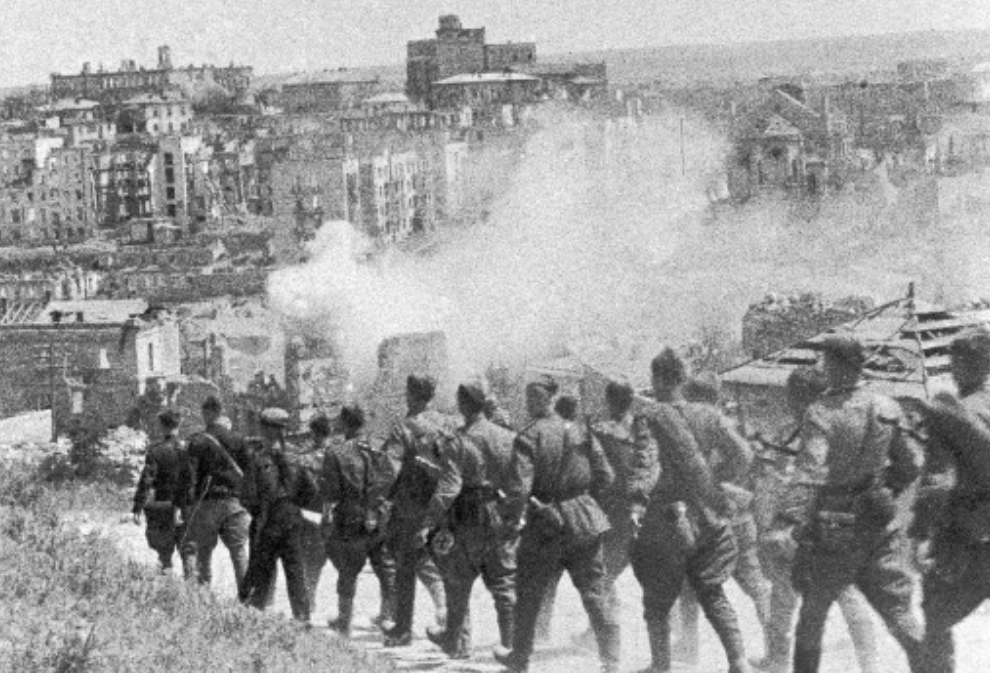

## Съёмочная группа[1]
- Режиссер: В. Н. Беляев
- Операторы: В. В. Микоша, Д. Г. Шоломович, И. Б. Аронс, В. Афанасьев, Я. Л. Берлинер, К. П. Дупленский, И. А. Запорожский, Д. А. Каспий, Л. Т. Котляренко, М. И. Лифшиц, Ф. Овсянников, М. Пойченко, Н. Петросов, А. И. Смолка, В. А. Сущинский, Б. Щадронов, Г. Н. Хнкоян
- Звукооператоры: В. Котов, Е. Кашкевич
- Ассистенты режиссёра: З. Дембовская, В. Чекулаева
- Военный консультант генерал-майор С. П. Платонов[3]
- Музыкальное оформление – Д. Б. Астраданцев
- Текст читает Ю. Б. Левитан
- Графическое оформление – И. Нижник
- Автор текста В. Кожевников
- Начальник фронтовой киногруппы А. Литвин
- Директор картины: Б. Лакман